# فارورس
فارورس (باليونانية: Φερώρας)‏؛ (68 ق.م – 5 ق م)، ولد في إدوم، وكان الابن الاصغر لأنتيباتر الأدومي، والشقيق الأصغر لهيرودس الكبير. كان فارورس رفيق سلاح أخيه هيرودس، وشارك في استعادة قلعة ألكسمندريس شمال أريحا.
تزوج من أخت مريمان الأولى (زوجة هيرودس)، لكن بعد أن أعدم هيرودس زوجته مريمان الأولى طلب منه هيرودوس أن يتزوج من شقيقة سالامبسيو الصغيرة سيبروس، وفي البداية وافق فارورس، لكنه رفض مرة أخرى وبقي متزوجًا من زوجته، التي كانت يقلق منها هيرودس، ويعتقد أنها شاركت في عدة مؤامرات ضده.